# Leslie Cripps
Leslie Cripps, née le 24 septembre 1977, est une joueuse internationale canadienne de rugby à XV de 1,78 m pour 90 kg, occupant le poste de pilier aux Saracens durant sa carrière.
Elle est professeur.

## Palmarès
(au 30.08.2006)
- 12 sélections en équipe du Canada
- participations à la Coupe du monde féminine de rugby à XV 2002, 2006: 4e place.